# Dialoghi degli dei
I Dialoghi degli dei (in greco antico: Θεῶν διάλογοι?) sono un'opera di Luciano di Samosata, contenente ventisei brevi dialoghi con protagonisti gli dèi della mitologia greca.
Questa raccolta fa parte della quadrilogia dei Dialoghi (assieme a quelli marini, dei morti e delle cortigiane).

## Struttura, temi e stile
Come il titolo stesso suggerisce, nei vari dialoghi si confrontano sempre due o più divinità; gli episodi sono tratti dal mito, ma rivisitati originalmente dall'autore.
In particolare i "dialoghi" di Luciano si contraddistinguono per la loro scioltezza e capacità di coinvolgere il lettore, catapultandolo in universo totalmente diverso dal mondo religioso e dai miti che fino a quel momento si conoscevano.
Lo stile adottato da Luciano è particolarmente semplice e diretto, capace di suscitare risa e stupore di fronte alle narrazioni dei personaggi, ma vi sono anche momenti seri e di riflessione, che non tralasciano tutto sommato nella storia i motivi delle cause e degli avvenimenti dei protagonisti.

### Ordine dei dialoghi
Il corpus delle opere di Luciano di Samosata ci è giunto in manoscritti appartenenti a due recensioni fondamentali, indicate dagli studiosi come β e γ. Le due famiglie dispongono i dialoghi in modo diverso tra loro, secondo il seguente prospetto:
| N. | N. | Dialogo                  |
| -- | -- | ------------------------ |
| 1  | 5  | Prometeo e Zeus          |
| 2  | 6  | Eros e Zeus              |
| 3  | 7  | Zeus ed Ermes            |
| 4  | 10 | Zeus e Ganimede          |
| 5  | 8  | Era e Zeus               |
| 6  | 9  | Era e Zeus               |
| 7  | 11 | Efesto e Apollo          |
| 8  | 13 | Efesto e Zeus            |
| 9  | 12 | Poseidone ed Ermes       |
| 10 | 14 | Ermes ed Elio            |
| 11 | 19 | Selene e Afrodite        |
| 12 | 20 | Eros e Afrodite          |
| 13 | 15 | Zeus, Eracle ed Asclepio |
| 14 | 16 | Ermes ed Apollo          |
| 15 | 17 | Ermes ed Apollo          |
| 16 | 18 | Era e Latona             |
| 17 | 21 | Apollo ed Ermes          |
| 18 | 22 | Era e Zeus               |
| 19 | 23 | Afrodite ed Eros         |
| 20 | —  | Il giudizio delle dee    |
| 21 | 1  | Ares ed Ermes            |
| 22 | 2  | Pan ed Ermes             |
| 23 | 3  | Apollo e Dioniso         |
| 24 | 4  | Ermes e Maia             |
| 25 | 24 | Zeus ed Elio             |
| 26 | 25 | Apollo ed Ermes          |

L'articolo segue l'ordine della recensione β.

## I dialogo: Prometeo e Zeus
Ormai da anni Prometeo sconta la sua pena sul Caucaso, con l'aquila che gli rode il fegato ogni giorno. Zeus giunge a parlare col titano, il quale lo implora di lasciarlo andare giacché non ce la fa più a sopportare il supplizio, ormai ritenuto inutile visto che i fatti sono cambiati e che Zeus, secondo la sua opinione, sia entrato in buoni rapporti con la razza umana. Tuttavia Zeus è ancora infuriato con Prometeo per l'inganno delle ossa del sacrificio e soprattutto per il furto del fuoco; dichiara anzi che fece male a inchiodarlo al monte con due sole catene e a farlo soffrire con una sola aquila e che le punizioni avrebbero dovuto essere assi più tremende. Allora Prometeo fa una proposta a Zeus in cambio della promessa di essere liberato. Il dio accetta e così apprende con sorpresa che se si fosse unito con la dea Teti, figlia di Nereo, il figlio nato da questa unione avrebbe spodestato Zeus, prendendone il posto sull'Olimpo. Il re degli dei, stupito da ciò, libererà Prometeo ringraziandolo, e farà sposare Teti con il mortale Peleo, dalla cui unione nascerà Achille.

## II dialogo: Eros e Zeus
Zeus rimprovera Eros - che ha aspetto di fanciullo, anche se in realtà è più anziano e astuto del titano Giapeto - di averlo fatto innamorare di altre dee o di fanciulle mortali, costringendolo ad assumere travestimenti ridicoli per goderne; inoltre Zeus rimprovera a Eros di non aver mai usato i suoi poteri per avvantaggiarlo, ad esempio facendo in modo che qualche ragazza mortale si innamorasse di Zeus o che questi non venisse scoperto durante uno di questi amplessi, tanto che il sommo dio è sempre costretto a godere di nascosto dei suoi amori illeciti per non essere visto dagli altri dèi. Eros allora replica consigliando a Zeus di acconciarsi e truccarsi per apparire alle mortali concupite avvenente e non terribile quale re degli dèi, ma Zeus rifiuta il consiglio.

## III dialogo: Zeus ed Ermes
Zeus riferisce ad Ermes la vicenda di Io, figlia di Inaco tramutata in vacca da Era per vendicarsi dell'amore tra la ragazza e Zeus stesso. 
Il re degli dèi invita quindi il dio messaggero a recarsi nella foresta Nemea, liberare la giovenca dal guardiano Argo Panoptes e condurla in Egitto. Lì Io assumerà nuovamente il suo aspetto consueto, anzi sarà assimilata sincreticamente alla dea Iside. 

## IV dialogo: Zeus e Ganimede
Ganimede era un ragazzo bellissimo, principe di Troia dimorante sul Monte Ida. Zeus, invaghitosi del ragazzo, vedendolo un giorno pascolare le greggi sul monte si trasformò in aquila e lo condusse con sé sull'Olimpo.
Nel dialogo, Ganimede è incredulo e riluttante, non riuscendo a spiegarsi il suo stupefacente rapimento e la metamorfosi dell'aquila in dio. Zeus gli spiega che è stato lui l'artefice di tutto per tenerlo con sé, visto che lo ama molto e gli vuole talmente bene da volergli offrire l'ambrosia e il nettare così da trasformarlo in dio immortale; Ganimede vivrà sull'Olimpo, giocherà con Eros e sarà amato da Zeus. Il dio non comprende l'iniziale rifiuto del ragazzo e lo esorta ancor di più, facendogli comprendere l'importanza dell'occasione che gli si offre e aggiunge che non se ne presenterà un'altra simile. Ganimede è sul punto di accettare, ma non sa come comportarsi a letto visto che quando risiedeva sulla terra era solito scalciare quando dormiva col padre. Zeus, ridendo allegro e comprendendo le paure del ragazzo, gli assicura che si prenderà cura di lui promettendogli di non fargli mancare nulla.
Ganimede, felice e riconoscente, abbraccia Zeus, per poi ricevere l'ambrosia da Ermes ed essere istruito sull'attività di coppiere degli dèi.

## V dialogo: Era e Zeus
Questo dialogo è il seguito del precedente: Era è infuriata con Zeus per la sua passione per Ganimede.
La dea rinfaccia al marito di trascurare i suoi doveri e di dedicare troppo tempo al ragazzo, ritenendo sconveniente la sua passione pederastica. Tuttavia Zeus cerca di blandirla e convincerla che il leggiadro Ganimede sia molto più adatto al compito di coppiere degli dèi rispetto allo zoppo Efesto. Era, imperterrita, non si lascia smuovere, quindi Zeus conclude bruscamente ribadendo la sua passione per Ganimede

## VI dialogo: Era e Zeus
Issione, re dei Lapiti, famoso per i suoi tradimenti, non rese al suocero Deioneo i doni che gli aveva promessi per le nozze, anzi lo uccise in modo particolarmente crudele, facendolo cadere in una fossa piena di carboni ardenti. Tuttavia Zeus lo perdonò e anzi lo invitò al banchetto degli dèi, ma Issione cercò di sfruttare l'occasione per concupire addirittura Era.
Durante il banchetto avviene il colloquio tra Era e Zeus. La dea è assi indispettita per il gesto di Issione il quale, approfittando della benevolenza di Zeus, si era permesso di recarsi senza permesso in camera sua. Lì Issione, bevendo dalla coppa dove aveva posato le labbra Era, aveva preso a baciare il punto preciso dove si erano posate le labbra della dea e poi si era messo a implorarla di accettare le sue profferte. Zeus obietta che la colpa fosse stata di Eros che aveva scoccato una delle sue frecce per fare un dispetto, ma Era è assi contrariata e non vuole sentire ragioni. Zeus, in quanto non vuole uccidere Issione, propone alla moglie di fabbricare un simulacro di lei con una nuvola dimodoché Issione creda che Era voglia concedersi a lui. Era non crede alle proprie orecchie e non vorrebbe ascoltare, ma alla fine decide di acconsentire, congedandosi dal marito con la promessa che se Issione si vanterà sulla Terra di aver fatto l'amore con Era, Zeus lo avrebbe spedito all'Ade, ove sarà legato ad una ruota e costretto a girare per l'eternità.

## VII dialogo: Efesto e Apollo
Efesto e Apollo si trovano a discorrere su Ermes, figlio di Zeus e Maia, appena nato.
Apollo comunica a Efesto tutte le malefatte che il dio-fanciullo ha combinato, benché nato da poco: Ermes ha infatti sottratto ai vari dèi le loro armi o attributi, incluse le tenaglie da fabbro allo stesso Efesto. L'ultima invenzione che portò a termine Ermes, dichiara Apollo, è la cetra: prendendo il guscio di una tartaruga morta, collegò nei fori quattro tendini di crine di cavallo per poi saldarli a un ponticello. Nel suonarla faceva invidia persino alla lira di Apollo stesso. Apollo conclude dichiarando la più recente attività del dio-fanciullo, ovvero recarsi nell'Ade.

## VIII dialogo: Zeus ed Efesto
Il dio fabbro Efesto viene convocato da Zeus affinché con la scure gli spacchi in due la testa. Efesto è riluttante ma, spronato da Zeus, procede: allora dalla testa del re degli dèi nasce Atena, armata di tutto punto, che in brevissimo tempo - come di consueto per gli dèi: si veda il dialogo precedente su Ermes - matura e diventa adulta.
Efesto se ne invaghisce immediatamente e chiede al padre di dargliela in sposa, ma Zeus gli spiega che ciò è impossibile perché la dea intende rimanere per sempre vergine.

## IX dialogo: Poseidone ed Ermes
Poseidone si sta recando dal fratello Zeus per fargli visita e chiede a Ermes il permesso di vederlo, ma questi glielo nega affermando che il dio sarebbe ancora indisposto per aver appena partorito. Poseidone all'inizio non comprende subito come ciò sia potuto accadere, essendo una gravidanza del padre degli dei un'eventualità inconcepibile.
Ermes allora spiega la vicenda: Zeus aveva amato Semele, ma Era, gelosa come sempre, con un inganno la indusse a chiedere a Zeus di rivelarsi in tutta la sua maestà. Quando ciò avvenne, lo splendore del dio annientò la donna, ma il feto non ancora compiuto rimase intatto. Allora Zeus lo prese e ordinò a Efesto di cucirglielo nella coscia per completare la gestazione. Pochi mesi dopo dalla gamba del dio nacque Dioniso, che fu mandato a vivere coi satiri e le ninfe di Nisa per sfuggire a Era.
Concluso il colloquio con Poseidone, Ermes si affretta a recare assistenza al "puerpero" Zeus.

## X dialogo: Ermes ed Elio
Tra i suoi vari amanti e fanciulle, Zeus era assai invaghito di Alcmena, moglie di Anfitrione. Quando questi era impegnato in guerra, Zeus adottò uno stratagemma per unirsi all'amata, con l'aiuto di Ermes.
Ermes si reca dal dio del sole Elio per comunicargli gli ordini impartitigli da Zeus. Elio dovrà arrestare i suoi cavalli e il carro alato del Sole, non portando la luce sulla Terra per ben tre notti, affinché Zeus possa unirsi ad Alcmena per tutto il tempo che voleva. Elio sdegnato replica che mai ubbidirà a tale ordine, lamentandosi dell'eccessiva sensualità di Zeus e dichiarando che simili incresciosi incidenti non sarebbero mai accaduti sotto il padre di Zeus Crono, il quale non si esimeva mai dai suoi doveri di re dell'Olimpo e che rimase sempre fedele a Rea sua moglie, finché non fu scacciato e sostituito da suo figlio Zeus.
Tuttavia Elio viene frenato da Ermes, che lo invita a collaborare promettendogli un premio.

## XI dialogo: Selene e Afrodite
Il colloquio ha come tema le vicende amorose di Afrodite e della dea della luna Selene.
La Luna, incontrandosi con Afrodite, le chiede come vadano i suoi rapporti con i suoi amanti e con il figlioletto Eros. La dea ribadisce che, dopo aver rimproverato l'interlocutrice sul fatto che perde tempo durante il suo lavoro notturno per congiungersi a Endimione, le racconta delle malefatte di Eros il quale la fa innamorare per spregio di vari uomini. Infatti la dea già possiede la sua cintura magica donatale quando uscì dalla spuma del mare che le dà tutti i poteri dell'amore e della seduzione, ma il figlio dispettoso sfruttò quest'occasione per rendere la madre protagonista di varie avventure amorose. Tra le molte, Afrodite cita l'incontro amoroso con Anchise, l'eroe troiano che diverrà padre di Enea. Quindi Afrodite chiede alla Luna come vadano i suoi rapporti con il suo amato. La dea racconta che compie tutto mentre lui dorme, che pian piano gli si avvicina dapprima sfiorandolo con baci per poi unirsi a lui.

## XII dialogo: Eros e Afrodite
Afrodite non sa più come comportarsi col pestifero Eros, citando alcuni degli imbrogli che ha ordito ai danni degli dèi.
Infatti, oltre a bersagliare Zeus con le sue frecce e le sue trasformazioni, Eros fece innamorare addirittura la veneranda madre degli dei Rea, e perdipiù di un giovinetto, Attis di Frigia, parente di Ganimede e anch'egli dimorante sull'Ida. Anzi, Rea stessa impazza con i Coribanti sul monte. Tuttavia Eros risponde allegramente alle rimostranze della madre, che si fa blandire volentieri da lui.

## XIII dialogo: Zeus, Eracle ed Asclepio
Zeus vorrebbe terminare in bellezza il banchetto degli dèi, quando scoppia un alterco tra Eracle e Asclepio, semidei ora assurti al rango di divinità, perché in base alle sue doti ognuno dei due ritiene di essere migliore dell'altro.
Eracle si dimostra forzuto e invincibile elencando tutte le sue fatiche, ma viene presto contraddetto da Asclepio che gli rinfaccia la sua pazzia e l'uccisione dell'intera famiglia, compresi i figli. A questo punto Asclepio formula il suo discorso elencando tutte le medicine e i rimedi che ha scoperto in vita. Infatti entrambi i semidei sono morti: Eracle a causa della tunica avvelenata del centauro Nesso che lo costrinse ad erigere una pira per morirci bruciato, mentre Asclepio fu fulminato da Zeus per volere di Ade il quale a causa dei medicinali miracolosi del medico non riceveva più anime agli inferi. Anche qui i due eroi colgono l'occasione per litigare: Asclepio ricorda ad Eracle che fu lui a salvarlo liberandolo dalla tunica avvelenata che gli si era attaccata alla pelle, ma Eracle minaccia di gettarlo giù dalla rupe divina.
L'intervento di Zeus ristabilisce l'ordine nel convito.

## XIV dialogo: Ermes ed Apollo
Apollo è assai affranto con Ermes sul fatto di essere sfortunato in amore. Infatti egli originalmente era invaghito di Dafne, sacerdotessa della Tessaglia. Per un sortilegio del solito Eros, Apollo s'innamorò della ragazza la quale anziché ricambiarlo, fuggì nel bosco spaventata. Apollo pazzo d'amore la inseguì fino a quando la ragazza, ormai disperata, chiese aiuto agli dèi. Questi, impietositi, la tramutarono in una pianta: l'alloro. Apollo per commemorare la fine della ragazza con le foglie e i rami di quella pianta costruì una corona, premio per i poeti più famosi.
Invitato a riprendere il discorso da Mercurio, Apollo prosegue: il suo secondo più grande amore fu il ragazzo Giacinto. Il giovane era figlio di Amicla ed era assai amato sia da Apollo sia dal dio del vento Zefiro. Dato che il contendente era geloso dell'amore tra Apollo e Giacinto, il quale preferiva il padrone della poesia e della musica, un giorno Zefiro decise di vendicarsi. Egli approfittò dell'occasione della lezione di lancio del giavellotto di Giacinto per farlo ruotare e ripiombare con violenza sul suo capo fracassandoglielo. Apollo non riuscì mai a perdonarsi questa disgrazia e inseguì Zefiro fino all'Olimpo bersagliandolo di insulti e saette. Ritornato sul posto dove Giacinto era stramazzato, Apollo volle ricordarlo costruendo un tumulo proprio su dove era schizzato il sangue dal quale nacque il fiore giacinto.
A Ermes Apollo appare inconsolabile, ma il dio non può fare null'altro che dirgli di aver fatto bene a separarsi così presto dal ragazzo, in quanto essere mortale e non infinito, altrimenti la pena sarebbe stata maggiore se il rapporto si fosse intensificato col passare degli anni.

## XV dialogo: Ermes ed Apollo
Continuando la conversazione, Apollo fa notare all'amico che Efesto è più fortunato di loro: benché sia deforme e zoppo, ha addirittura due mogli bellissime: Carite e soprattutto Afrodite, la dea più desiderata da tutti.
Tuttavia Ermes ribatte che Efesto è stato ripetutamente tradito dalla moglie, in particolare con il dio della guerra Ares. A quel punto Apollo ricorda che in realtà una volta Afrodite giacque con lo stesso Ermes (e il frutto di questa unione fu Ermafrodito), ma Ermes taglia corto e spiega ad Apollo come in realtà il dio-fabbro, sospettando la tresca, abbia costruito una potente e robusta rete dorata per imprigionare Ares e Afrodite quando si sarebbero adagiati nel talamo.

## XVI dialogo: Era e Latona
La conversazione è tra Era e Latona: Era, malevola, rinfaccia alla seconda ciò che ella ritiene difetti non lievi dei figli di Zeus e Latona, Artemide e Apollo: la prima è giudicata troppo mascolina e selvaggia, mentre Apollo è canzonato per il suo dilettarsi in mille attività: praticare il tiro con l'arco, suonare la cetra, esercitare l'arte medica e soprattutto fornire oracoli che Era definisce fasulli. Latona non si dà molto cruccio, ma Era continua e ricorda due episodi a suo giudizio disonorevoli per i due figli di Latona: la contesa musicale tra Marsia e Apollo e Artemide vista al bagno da Atteone, che fu per questo ucciso.
A questo punto Latona conclude il dialogo affermando che Era comunque dovrà aversela a male per il prossimo e inevitabile tradimento da parte di Zeus.

## XVII dialogo: Apollo ed Ermes
Il colloquio tra Apollo ed Ermes riprende il filo degli amori di Ares e Afrodite.
Ermes si sganascia dalle risa per l'inganno ordito da Efesto per smascherare i due adulteri: Efesto ha appena catturato nella sua rete Afrodite e Ares intenti ad amoreggiare nel talamo, anzi ha chiamato tutti gli altri dèi come testimoni dell'atto increscioso.
Ermes invita quindi Apollo a seguirlo per assistere allo spettacolo.

## XVIII dialogo: Era e Zeus
Era è assai contrariata con Zeus per la strana condotta di Dioniso, effeminato, sempre ebbro e seguito dalle menadi invasate.
Zeus ricorda alla moglie ciò che Dioniso, nonostante la sua apparente dissolutezza, ha compiuto: spedizioni contro la Tracia, la Lidia e addirittura fino all'India, dunque autentiche imprese guerresche degne di un figlio di Zeus.
Era, tuttavia, non è affatto persuasa, in particolare dall'invenzione di Dioniso, ovverosia la viticoltura e il vino, causa di ebbrezza e anche di lutti, come la morte di Icario di Atene. 
Zeus conclude precisando che non è il vino in sé a compiere malvagie azioni, bensì il suo abuso, ed esorta la moglie a non aversene a male solo perché Dioniso è frutto dell'unione tra Zeus e Semele. 

## XIX dialogo: Afrodite ed Eros
Eros è interrogato dalla madre Afrodite sul fatto che con le sue frecce colpiscano solo alcuni dèi, risparmiando ad esempio Atena e Artemide. Eros replica che è assai spaventato dalla figura della guerriera dall'aspetto maschile che, poco dopo essere nata e divenuta subito adulta, giurò di rimanere vergine per l'eternità. Eros comunica alla madre che una volta, avendola solo sfiorata per sbaglio con una delle sue frecce, la dea irritatissima lo afferrò e lo minacciò di fargli accadere l'immaginabile. Oltre alle minacce di Atena, Eros è anche atterrito dall'immagine della gorgone Medusa dai capelli serpentiformi che aveva ritratta sullo scudo.
Riguardo Artemide, invece, Eros dichiara che è inutile saettarla visto che lei ha l'amore per la caccia. Egli, essendo il dio di tale sentimento, è costretto a riconoscere come amore anche quella forma di passione, tuttavia dichiara felice di aver colpito con le frecce molte volte il fratello di lei Apollo.

## XX dialogo: il giudizio delle Dee
Su ordine di Zeus, Ermes conduce Era, Atena e Afrodite sul Monte Ida in Frigia. Lì, Paride dovrà giudicare quale delle tre dee sia la più bella e meritevole della mela d'oro scagliata da Eris, su cui era inciso "Alla più bella".
Durante il viaggio dall'Olimpo all'Ida, le dee si consultano sul passato e sull'aspetto di Paride. I quattro immortali giungono dinnanzi al pastore, che si stupisce dell'evento: Ermes gli intima di non aver paura e gli comunica di essere stato scelto come giudice per nominare la più bella. Paride cerca di schermirsi, temendo l'ira delle due non sorteggiate, ma dopo un'ulteriore rassicurazione in tal senso viene esortato a esprimere il suo giudizio. Paride chiede quindi che le tre dee si spoglino così che possa ammirarle per intero, quindi gli si presentano una a una: Era promette che, se sceglierà lei, lo farà re dell'Asia; Atena gli promette la gloria in battaglia; infine Afrodite gli assicura l'amore della donna più bella del mondo: Elena, moglie di Menelao re di Sparta.
Paride è tentato, ma non comprende come Elena possa innamorarsi di lui se è già legata a un altro: Afrodite allora gli spiega che interverrà lei stessa, assieme a suo figlio Eros, per far innamorare Elena di Paride, il quale a questo punto accorda la mela d'oro alla dea dell'amore.

## XXI dialogo: Ares ed Ermes
Ares interpella Ermes deridendo quelle che ritiene millanterie di Zeus: infatti il re degli dèi ha voluto ribadire il suo primato su tutte le altre divinità, affermando che sarebbe in grado di superarle se anche, tutte assieme, si mettessero a tirare una catena dal cielo alla cui altra estremità fosse Zeus.
Ares ricorda invece come già in passato il re degli dèi fu vittima di un fallito tentativo di spodestamento da parte degli altri Olimpi, in particolare Era, Poseidone ed Atena. In quell'occasione, solo l'intervento di Teti e del gigante Briareo risolse la situazione in favore di Zeus.
Ermes intima ad Ares di lasciar perdere questi argomenti per non far accadere un cataclisma senza precedenti.

## XXII dialogo: Ermes e Pan
Il dio Pan si presenta a Ermes, dicendo di essere suo figlio. Il dio-messaggero non riesce proprio a spiegarsi ciò, dato che Pan è brutto, con zampe, corna e barba caprine. Pan ricorda al padre che in Arcadia aveva messo incinta la ninfa Penelope; poiché, per non farsi riconoscere, aveva preso le sembianze di caprone: ciò spiega l'aspetto semi-ferino del frutto di quell'unione, appunto Pan. Ermes non è del tutto convinto, quindi Pan spiega al padre le sue imprese, gli dice che Dioniso che lo ha istruito nell'arte della musica con la zampogna e nell'arte del bere: infatti anche lui accompagna le Menadi e si congiunge spesso con loro. Inoltre Pan dichiara fieramente di aver preso parte anche alla battaglia di Maratona.
Ermes allora, favorevolmente stupito dalle prodezze di Pan, decide di riconoscerlo come figlio.

## XXIII dialogo: Apollo e Dioniso
Apollo e Dioniso si ritrovano a parlare dei vari figli di Afrodite: Eros, Ermafrodito e Priapo, tutti diversi tra loro in quanto nati da padri diversi. Non è invece questo il caso di Apollo e sua sorella Artemide, riflette Dioniso, entrambi appassionati arcieri.
Dioniso ricorda quindi una disavventura da lui vissuta proprio con Priapo: quando Dioniso andò a fargli visita a Lampsaco, il dio fallico cercò di unirsi anche con lui, il quale naturalmente rifiutò. Apollo e Dioniso quindi ridono con garbo dell'incidente.

## XXIV dialogo: Ermes e Maia
Ermes si lamenta con sua madre Maia, dicendosi il più disgraziato tra gli dèi a causa delle sue mille incombenze. Infatti sull'Olimpo deve rassettare, somministrare l'ambrosia e recare i messaggi agli altri dèi; sulla terra deve presiedere alle palestre e all'oratoria, e infine di notte - in quanto psicopompo - deve accompagnare nell'Ade le anime dei trapassati. Infine, deve fungere da complice negli amoreggiamenti di Zeus: al momento si sta recando a fare la posta a Europa a Tiro, Danae ad Argo e Antiope a Tebe.
Maia invita il figlio a proseguire nei suoi doveri se non vuole incappare nella collera di Zeus suo padre.

## XXV dialogo: Zeus ed Elio
Zeus è assai adirato con Elio per aver fatto guidare il cocchio del Sole a suo figlio Fetonte. Il ragazzo, infatti, lo aveva implorato di lasciargli guidare il carro, ma a causa della sua inesperienza ne perse il controllo, i cavalli si imbizzarrirono e corsero all'impazzata per la volta celeste: prima salirono troppo in alto, quindi scesero troppo vicino alla terra. Gli abitanti della terra chiesero aiuto a Zeus che scagliò un fulmine contro Fetonte, che cadde alle foci del fiume Eridano. Le sue sorelle, le Eliadi, piansero abbondanti lacrime con viso afflitto e vennero trasformate dagli dèi in pioppi biancheggianti.

## XXVI dialogo: Apollo ed Ermes
Apollo interroga Ermes su come poter riconoscere tra loro i due gemelli Dioscuri, Castore e Polluce, che perirono l'uno per l'altro. Ermes spiega che quello con il volto segnato dalle ferite è Polluce, che combatté contro il pugile Amico in una sosta durante il viaggio degli Argonauti, mentre l'altro è ovviamente Castore. Incuriosito, Apollo chiede a Ermes come mai i due fratelli siano destinati a non incontrarsi mai; il dio messaggero spiega che i Dioscuri fecero un patto prima di morire, condividendosi l'immortalità, così a turno uno dei due è costretto a dimorare nell'Ade, mentre l'altro presta servizio a Poseidone. Apollo si rammarica di questa divisione; Ermes conclude spiegando che i due fratelli sono ora divinità che assistono i naviganti in difficoltà.